# St. Martin (Nebelschütz)

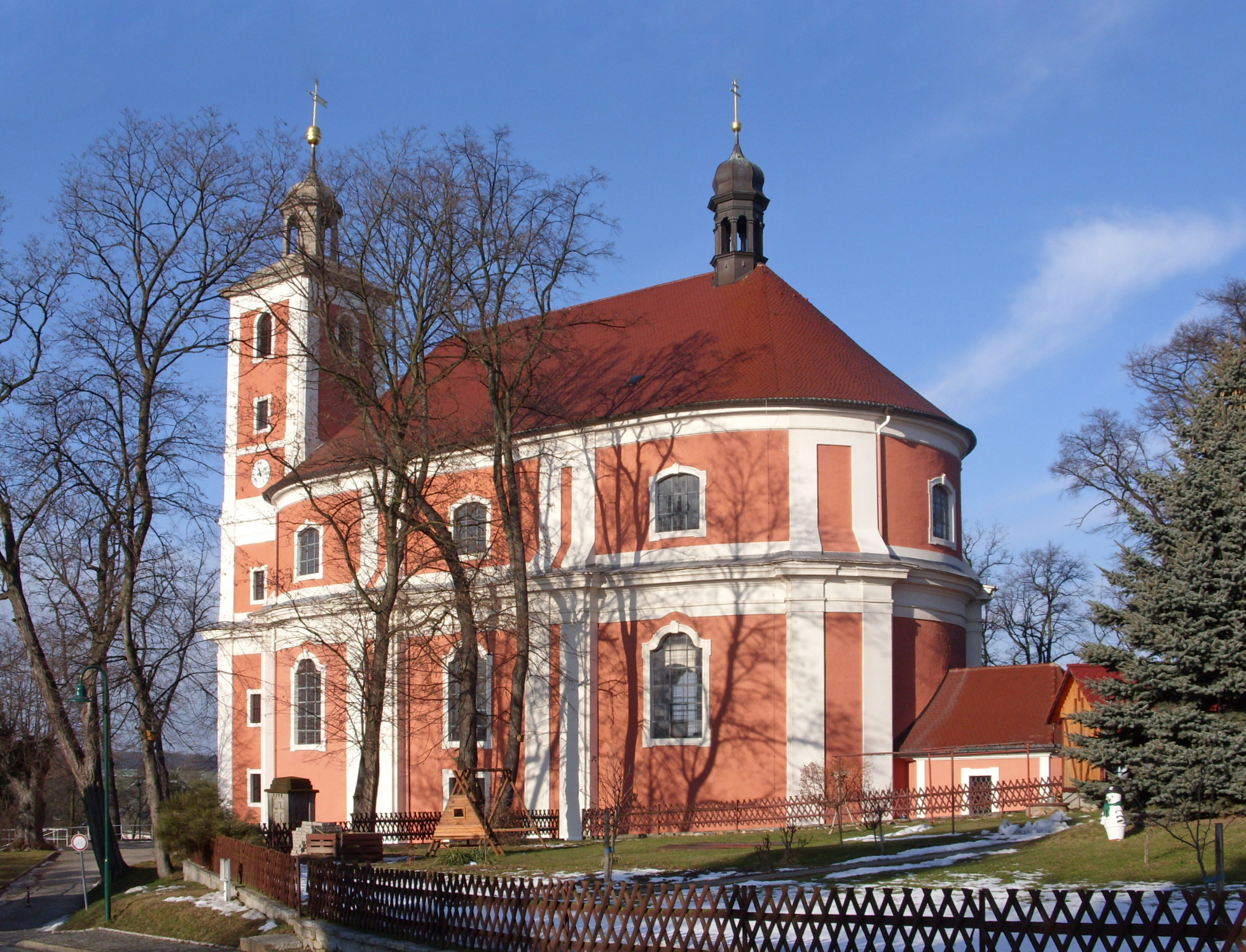
St. Martin in Nebelschütz

Die römisch-katholische Pfarrkirche St. Martin (obersorbisch Cyrkej swjateho Měrćina) ist eine barocke Saalkirche in Nebelschütz im Landkreis Bautzen in Sachsen. Sie gehört zur Pfarrei St. Martin Nebelschütz im Dekanat Bautzen des Bistums Dresden-Meißen und zu den architektonisch anspruchsvollsten Barockkirchen in der Oberlausitz. Gottesdienste finden am Sonntag in sorbischer Sprache statt, Samstag Abend auf Deutsch. Zu Ostern wird die Tradition des Osterreitens gepflegt.

## Geschichte und Architektur

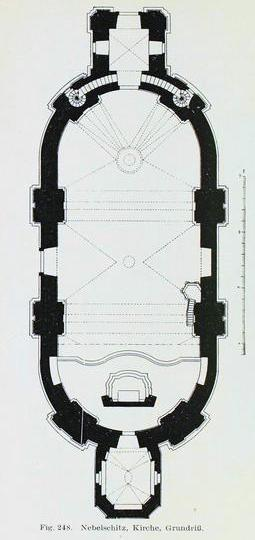
Grundriss

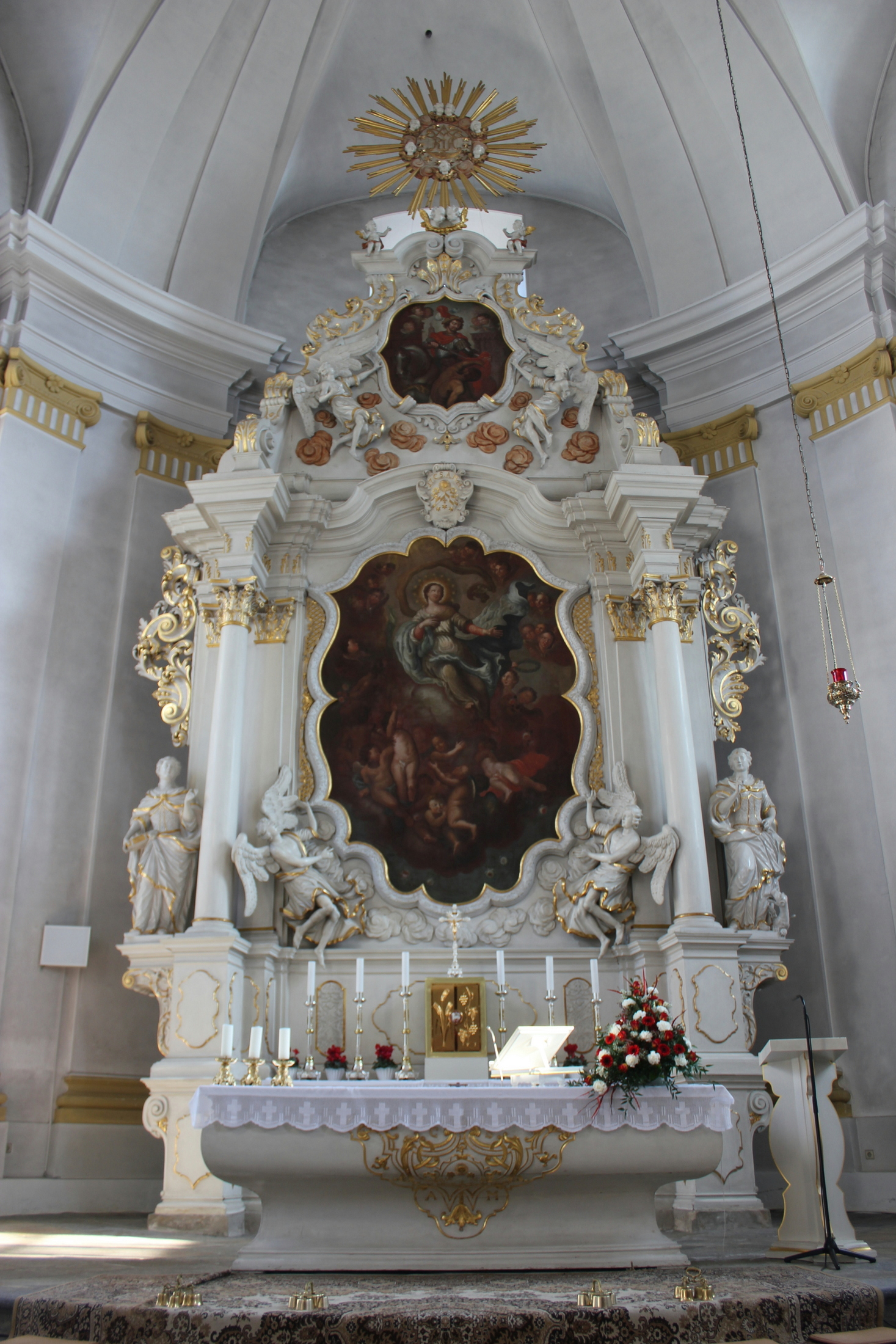
Hauptaltar

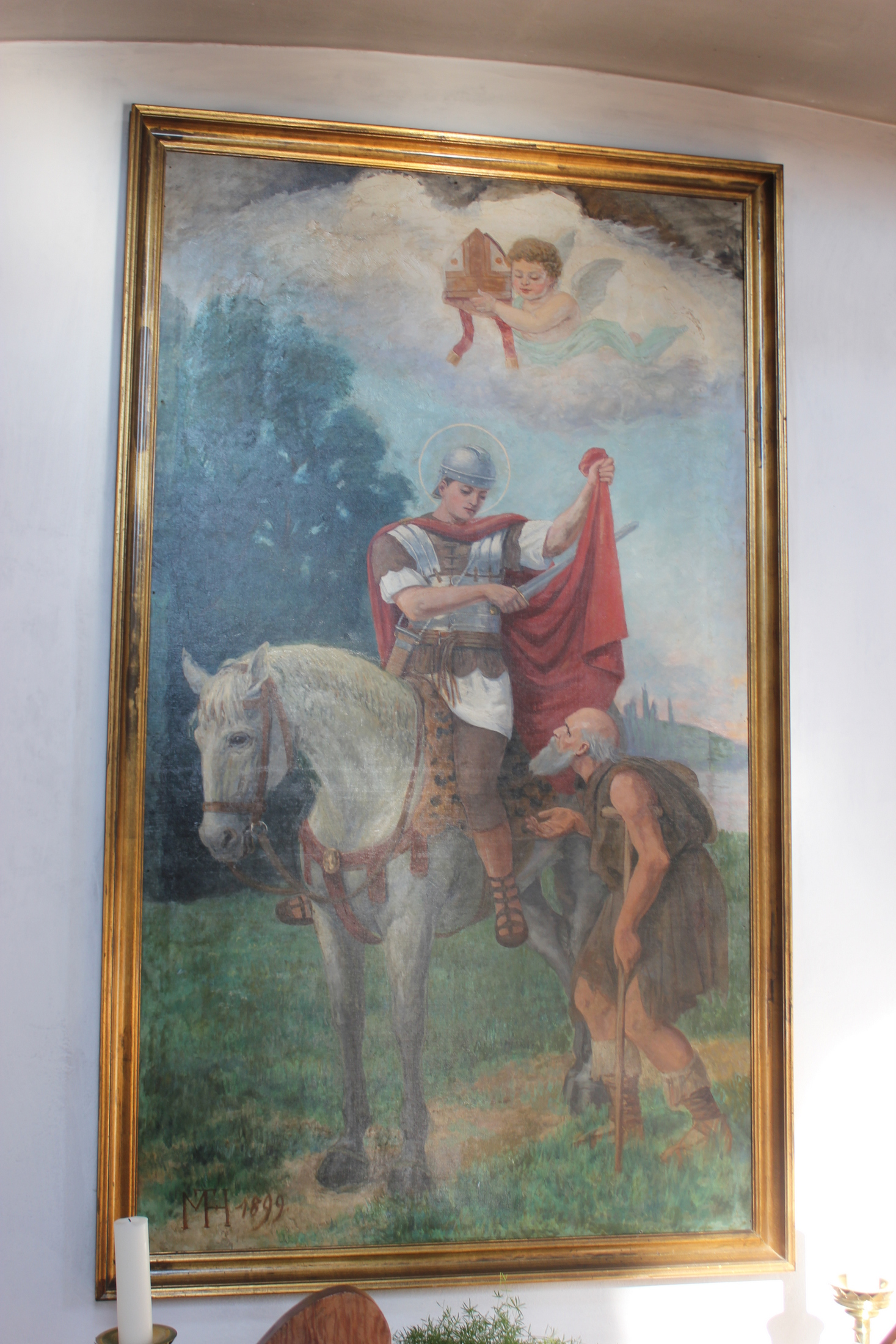
Gemälde mit Heiligem Martin

Die auf einer Anhöhe im östlichen Teil des Dorfes gelegene Saalkirche über einem gestreckten ovalen Grundriss ist mit einem Westturm und einer Sakristei im Osten ausgestattet. Unter dem Patronat der Äbtissin des Klosters Marienstern in Panschwitz-Kuckau Cordula Sommer (deren Wappen mehrfach am Bau und am Altar zu finden ist) wurde die Kirche in den Jahren 1740–1743 erbaut. Im Jahr 1830 wurde die einst sehr hohe Turmbekrönung durch die heutige steinerne Laterne ersetzt. Restaurierungen wurden 1907, 1970–1975 im Inneren und 1985–1992 an den Fassaden vorgenommen. 
Das Äußere des verputzten Bauwerks mit abgewalmtem Satteldach und einem Dachreiter im Osten wird durch strebepfeilerartige, gekuppelte Pilaster und ein umlaufendes stark verkröpftes Gesims gegliedert. Durch das Gesims werden der quadratische Turm und das Langhaus zu einem einheitlichen Baukörper zusammengebunden. Die unteren größeren Fenster sind mit geschweiften Verdachungen über Granitgewänden mit Ohren, die oberen Fenster mit flachen Segmentbögen gestaltet. Portale sind am Turm und an der Südseite mit Wappen der Cordula Sommer angeordnet. Der Turm ist mit gebrochenen Ecken und Eckpilastern und im Obergeschoss mit Lisenen gegliedert. Die Sakristei auf quadratischem Grundriss ist mit gebrochenen Ecken und einem abgewalmten Satteldach ausgestattet. 
Dem Außenbau entspricht im Innern die straffe Gliederung der Wände durch gekuppelte Pilaster ionischer Ordnung und ein umlaufendes Gebälk. Das Innere ist durch ein von Gurten gegliedertes Tonnengewölbe mit Kalotten an den Stirnseiten abgeschlossen. Stichkappen öffnen das Gewölbe zu den oberen Fenstern hin. Die großzügige hölzerne Orgelempore im Westen ruht auf profilierten Säulen, die geschwungene Brüstung auf kräftigen profilierten Balustern. Der Altarplatz ist durch zwei geschwungene Stufen erhöht.

## Ausstattung
Der Altar aus dem Jahr 1744 stammt vermutlich aus der Werkstatt von Franz Xaver Karl Palko aus Prag. Der stattliche Aufbau aus Holz ist mit korinthischen Säulen gegliedert. Das Altarbild zeigt Mariä Himmelfahrt in einem ornamental bewegten Rahmen, darüber ist eine Darstellung des heiligen Martin angeordnet. Der bis in das Gewölbe reichende Aufsatz über dem Gebälk ist mit Putten, einer großen Sonne und dem Marienmonogramm versehen. Unten sind seitlich die Figuren der Heiligen Katharina und Margareta. Von den Nebenaltären ist nur das Gemälde des heiligen Martin erhalten, das von Prinzessin Mathilde, Herzogin von Sachsen im Jahr 1899 geschaffen wurde. Die achteckige Kanzel aus Holz ist mit Hochreliefs der Evangelisten am Korb versehen und stammt aus der Entstehungszeit. Die reizvolle, auf drei Konsolen stehende Taufe aus Holz von 1744 zeigt auf dem Deckel die Taufe Christi und ist weiß mit Vergoldungen und Marmorierung gefasst.
Die Orgel ist ein Werk von Jehmlich aus dem Jahr 1912 in einem Gehäuse vermutlich aus den Jahren 1833–1835 mit 16 Registern auf zwei Manualen und Pedal.